# 래원

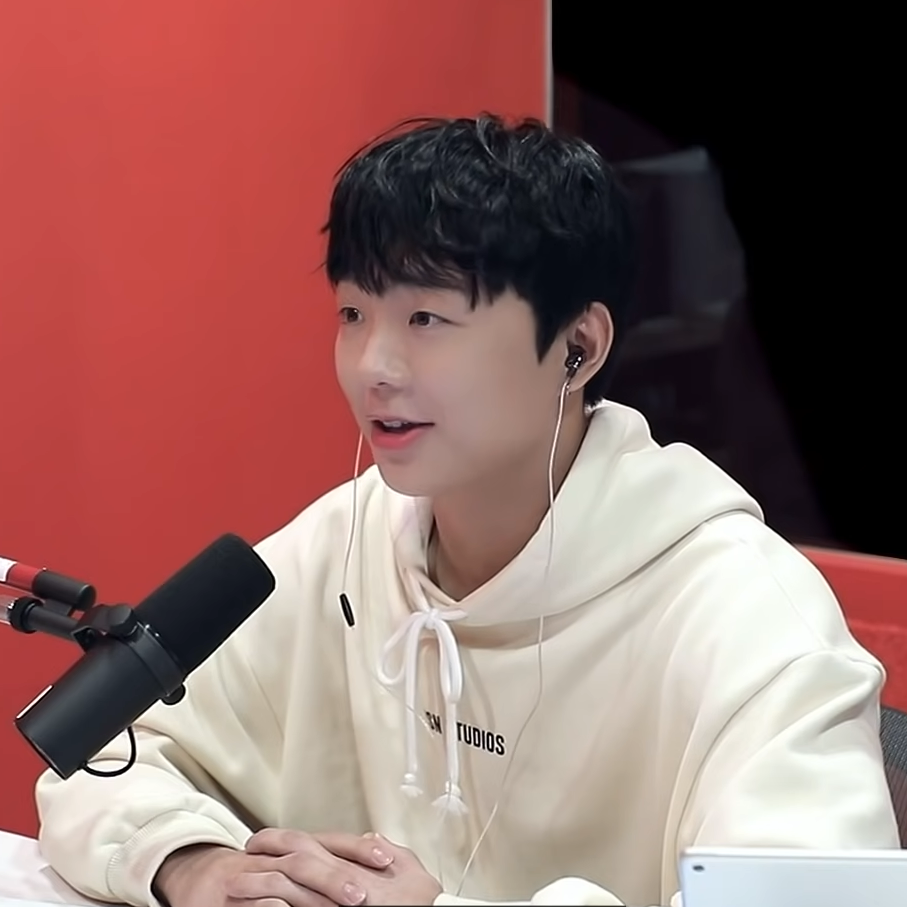

래원(영어: Layone, 본명: 장래원, 2001년 11월 13일 ~ )은 대한민국의 래퍼이다. 《Show Me The Money 8》에 출연 후 인지도를 얻고 《Show Me The Money 4》 우승자인 베이식이 만든 힙합 레이블인 OUTLIVE에 들어갔다. 그러나 2022년 6월 30일 OUTLIVE와 계약이 종료되며 현재는 Cosmic Boy가 설립한 Cosm에 김승민과 함께 들어갔다.《Show Me The Money 9》에서는 최종 3위를 기록하였다.

## 음반

### 싱글
- 새는 알에서 나오려고 투쟁한다 (2019)
- 느린심장박동 (2019)
- 삐딱선생 (2022)

### EP
- Fxxxxiboy (2019)
- Foxiboy (2019)
- 해바라기 (2020)
- 이태원 (2020)
- Chamelayone (2021)
- Fxxxiboy (2021)
- 원래 (2022)
- y=f(x) (2023)
- 래원 (2024)

### 콜라보
- 웹툰 이두나! X 래원 (Layone)
- 꽃말 (이영지)
- 오늘의 웹툰 OST Part.2
- 진검승부 OST Part 5
- 쌉춘기 플로우 OST

## 학력
- 구영초등학교
- 능동중학교
- 나루고등학교
- 동아방송예술대학교

## 방송

### 쇼미더머니 8
- 1차에서는 버벌진트에게 심사를 받아 탈락했지만 재심사로 합격하여 2차에 합류하였다.

- 2차에서는 중독성 있는 랩으로 호평을 받으며 7패스로 합격하였다.

- 3차에서도 지조, livur 과 좋은 무대를 펼쳐 합격하였다.
- 4차에서도 호평을 받았지만 짱유에게 패배하며 탈락하였다.
- 파이널에서 지조, livur과 함께 쇄빙선 스페셜 스테이지를 선보였다.

### 쇼미더머니 9
- 쇼미더머니 9에 지원하였다.
- 1차에서 편집되었으나, 중간 인터뷰를 통해 2차에 올라갔음을 알 수 있다.
- 4차에서 스윙스, 카키와 함께 트리플 크루 배틀 무대를 꾸몄다. 세미파이널에서 우승후보 원슈타인을 꺾고 파이널에 진출해 3위를 차지하였다.

### 쇼미더머니10
- 파이널 Double Up (Feat.머쉬베놈, The Quiett, 래원)-쿤타

## 광고
- 하나금융그룹 (2021)